# Toni Ebel

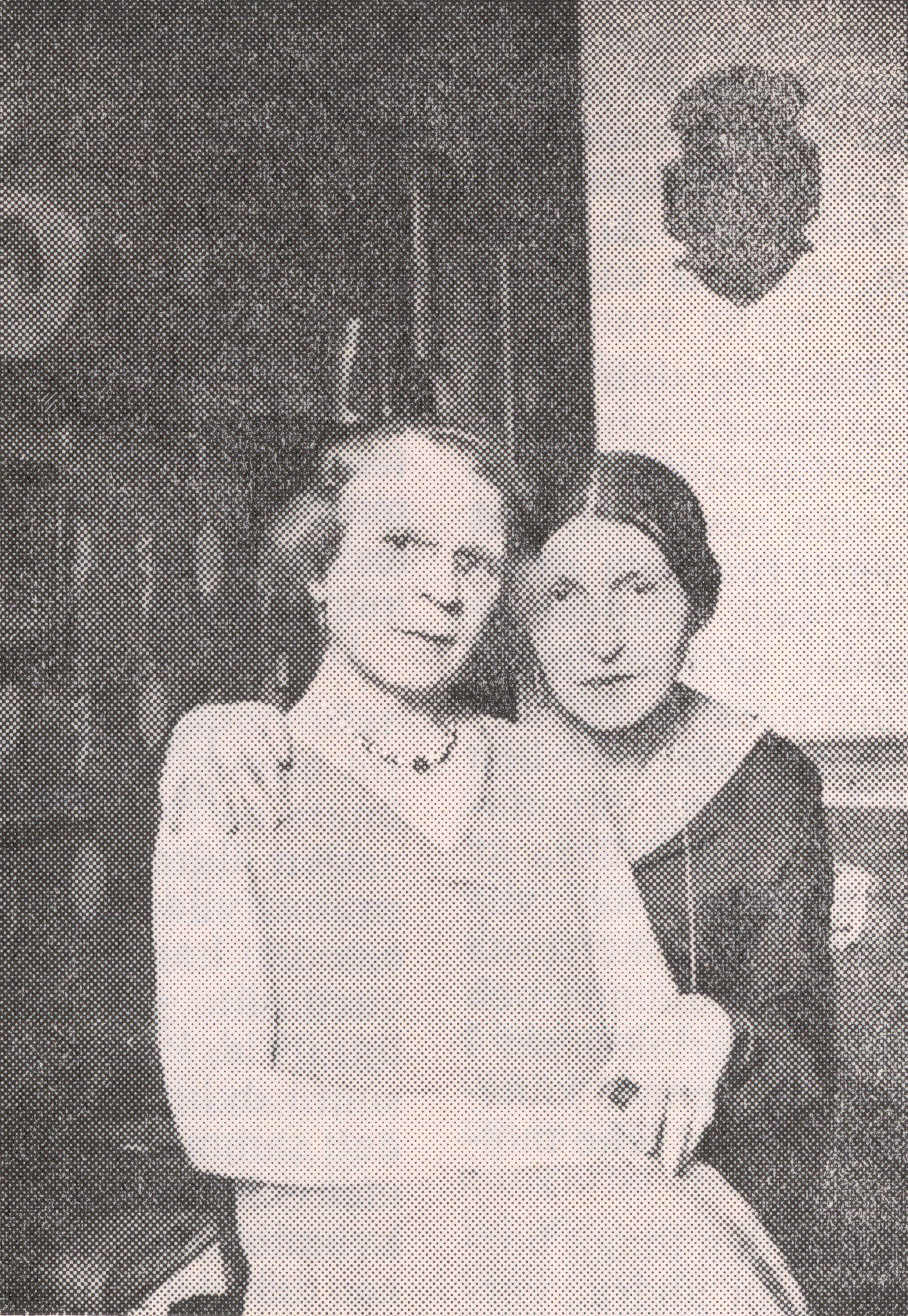
Toni Ebel (links) und ihre Freundin Charlotte Charlaque, um 1933. Foto: Ragnar Ahlstedt.

Toni Ebel (* 10. November 1881 in Berlin; † 9. Juni 1961 ebenda) war eine deutsche Malerin.

## Leben und Werk
Toni Ebel wurde unter dem Namen Hugo Otto Arno Ebel als ältestes von elf Kindern geboren. Wegen ihrer Homosexualität verließ sie das Elternhaus und arbeitete als Frau in einem Damenkleiderladen, während sie in München Malerei studierte. Im Alter von 18 Jahren reiste Ebel nach Italien, arbeitete dort als Straßenmalerin und kolorierte Postkarten. Anschließend reiste sie als Begleiterin eines Kunsthändlers mehrere Jahre, unter anderem nach Amerika und Afrika. 1911 ging Ebel nach Berlin zurück und lebte wieder als Mann. Sie heiratete und bekam einen Sohn. Ihre Rolle als Mann belastete sie jedoch stark, mehrmals überlebte sie versuchten Suizid. Im Jahr 1916 wurde sie in die Armee eingezogen. Nach dem Krieg war Ebel zeitweilig Mitglied der USPD. Ihre Frau erkrankte und starb 1928. 
Ebel lebte und arbeitete zunächst in Berlin-Steglitz, dann im Wedding, arbeitete als Malerin, die im Umfeld von Käthe Kollwitz zu einigem Renommee kam, befand sich aber weiterhin in einer tiefen Lebenskrise. Auf Antrag erhielt Toni Ebel einen sogenannten „Transvestitenschein“, was ihr ein Leben als Frau erneut ermöglichte. Über ihre Freundin, die deutsch-amerikanische Schauspielerin Charlotte Charlaque (Kurt Scharlach) erhielt sie Kontakt zu Magnus Hirschfeld, der sich ihrer annahm und auch einige Bilder Ebels erwarb. Von 1929 bis 1933 lebte Toni Ebel im Souterrain des Instituts für Sexualwissenschaft in ärmlichen Verhältnissen und half dem Hauspersonal. Sie stellte einen formellen Antrag auf eine rechtliche Namensänderung und führte ab 1930 offiziell den Vornamen Toni. Bis 1932 unterzog sie sich mit Unterstützung Hirschfelds einer geschlechtsangleichenden Operation durch Erwin Gohrbandt, Felix Abraham und Ludwig Levy-Lenz. Es handelt sich dabei vermutlich um die dritte dieser Art nach Dora Richter und Charlotte Charlaque.

### Exil in der Tschechoslowakei
Ab 1932 verband die Jüdin Charlotte Charlaque und Toni Ebel eine Liebesbeziehung. 1933 konvertierte Ebel zum Judentum. Beide lebten in bescheidenen Verhältnissen zur Untermiete in der Nollendorfstraße 24 in Berlin-Schöneberg. Ebel bezog eine kleine Rente und hatte durch den Verkauf von Bildern etwas Zuverdienst. Von Nachbarn wurden sie wiederholt belästigt. Nach einer Warnung durch ihre Halbschwester floh Toni Ebel mit Charlotte Charlaque 1934 in die Tschechoslowakei. 
Bis 1935 lebten sie in Karlsbad-Fischern (Rybáře), wo Ebel Bilder für Karlsbader Kurgäste malte. Dann zogen sie nach Prag und 1937 nach Brünn. In Prag lebte Ebel unter dem Namen Antonia Ebelová und arbeitete als Malerin. 1942 wurde Charlotte Charlaque von der Fremdenpolizei inhaftiert, das Paar wurde getrennt. Charlaque gelang es später, vor der Verfolgung durch die Nationalsozialisten in die USA zu entkommen. Laut eigener Aussage wurde Toni Ebel, die sich Zeit ihres Lebens in der Arbeiterbewegung engagierte und als „proletarische Malerin“ verstand, während des Aufenthalts in Prag ebenfalls mehrfach von der Gestapo verhaftet.

### Neuanfang nach 1945
1945 kehrte Toni Ebel nach Berlin zurück. In der DDR erhielt sie als Opfer des Nationalsozialismus eine kleine Rente und betätigte sich als Malerin. Sie schuf vor allem Landschaftsbilder und Porträts, aber auch Werke mit dezidiert politischer (Anti-Kriegs-)Aussage wie das großformatige Gemälde Zerreißt den Gestellungsbefehl (vor 1952). Sie erhielt ab den frühen fünfziger Jahren in der DDR Beachtung. Sie war Mitglied im Verband Bildender Künstler der DDR und erhielt 1959 dessen Ehrenmitgliedschaft. Toni Ebel starb 1961 nach längerer schwerer Krankheit in Berlin-Buch. Ihr künstlerisches Werk gilt bis auf einige überwiegend nach 1945 entstandene Bilder als verschollen.
Der Medizinhistoriker Rainer Herrn weist in dem Buch Der Liebe und dem Leid. Das Institut für Sexualwissenschaft 1919–1933 (Suhrkamp Verlag, 2022) darauf hin, dass es von Toni Ebel zwei biografische Selbstzeugnisse gibt, die erheblich voneinander abweichen.

## Bildliche Darstellung Toni Ebels

### Fotografie
- Ragnar Ahlstedt (1901–1982): Toni Ebel und Charlotte Charlaque (1933)[7]
- Unbekannter Fotograf: Abbildung in Ludwig Levy-Lenz (Hrsg.): Hexenkessel der Liebe. Ein Querschnitt durch Erscheinungsformen menschlichen Geschlechtslebens. Leipzig 1931, S. 223.

### Bildende Kunst
- Josef Brück: Porträt der Malerin Toni Ebel (Tafelbild, 1952)[8]
- Fritz Dähn: Porträt von Toni Ebel (Graphit auf Papier, 1954)[9]

## Werke (Auswahl)
- Norwegische Fjordlandschaft (vor 1930, Öl auf Leinwand, 59 × 74 cm; Magnus-Hirschfeld-Gesellschaft, Berlin)[10]
- Kleine Wäsche (um 1950, Öl auf Leinwand, 78 × 85 cm; Stadtmuseum Berlin)[10]
- Zerreißt den Gestellungsbefehl (vor 1952, Öl auf Leinwand, 125 × 179,5 cm; deponiert in der Neuen Nationalgalerie, Berlin)[10]
- Nähende alte Frau (1952/1953, Öl, 70 × 90 cm; auf der Ausstellung „Frauenschaffen und Frauengestalten in der bildenden Kunst“; verschollen)
- Studie Frauenkopf (vor 1953, Öl, 45 × 39 cm)
- Märkische Landschaft im Regen (1955, Öl auf Leinwand, 75,5 × 105 cm; Stadtmuseum Berlin)[10]
- Selbstporträt (1959, Öl, 50 × 35 cm; ausgestellt auf der Vierten Deutschen Kunstausstellung)[11]
- Wissen ist Macht (um 1957, Öl, 68 × 66 cm; ausgestellt auf der Vierten Deutschen Kunstausstellung)[12]
- Fallobst (um 1958, Öl, 28 × 35 cm; um 1958, auf der Ausstellung „Frauenschaffen und Frauengestalten in der bildenden Kunst“)[13]
- Arbeiterveteran (1958, Öl, 50 × 35 cm; ausgestellt 1962/1963 auf der Fünften Deutschen Kunstausstellung)[14]
- Friedenskämpferin, auch gen. Bildnis meiner Schwester (um 1960, Pastell, 40 × 35 cm; ausgestellt auf der Fünften Deutschen Kunstausstellung)[15]

## Ausstellungen (mutmaßlich unvollständig)

### Einzelausstellungen
- 1956: Berlin, Märkisches Museum
- 2022: Berlin, Sonntagsklub e. V. („Toni Ebel 1881–1961, Malerin – eine Spurensuche“)[16]
- 2023: Solingen, Zentrum für verfolgte Künste („Toni Ebel 1881–1961, Malerin – eine Spurensuche“)[17]

### Ausstellungsbeteiligungen
- 1951/1952: Berlin, Museumsbau am Kupfergraben („Künstler schaffen für den Frieden“)
- 1952: Bautzen, Görlitz und Zittau (Wanderausstellung „Berliner Künstler“)
- 1953 bis 1963: Dresden, Dritte bis Fünfte Deutsche Kunstausstellung
- 1954, 1958 und 1960: Berlin, Bezirkskunstausstellungen
- 1957: Berlin, Volkskunstkabinett Friedrichshain (zusammen mit Heinrich Esser, Dagmar Glaser-Lauermann, Frank Glaser, Erwin Weiß und anderen)
- 1960: Berlin, Pavillon der Kunst („Frauenschaffen und Frauengestalten in der bildenden Kunst. 50 Jahre Internationaler Frauentag.“)

## Belege
1. 1 2  Ein Besuch bei Toni Ebel. „Sollnse schmiern wie se wolln, aba ich will’n Boom sehn un keen Strich!“ In: Neue Zeit. Jahrgang 1958, 9. Februar 1958, S. 8.
2. ↑  Notiz auf Geburtsurkunde Nr. 5380/1881, Standesamt Berlin VII a
3. ↑  Vgl.: Ragnar Ahlstedt (2021): Männer, die zu Frauen wurden. Zwei Fälle von Geschlechtsumwandlung auf operativem Weg. Eine Studie über das Wesen des Transvestitismus, in: Mitteilungen der Magnus-Hirschfeld-Gesellschaft Nr. 67, S. 33–40.
4. ↑  Die Malerin Toni Ebel. Zu einer Ausstellung anlässlich ihres 75. Geburtstags. In: Neues Deutschland. In: Neues Deutschland. Jahrgang 1956, 10. November 1956.
5. ↑  Das Blatt des Verbandes Bildender Künstler Deutschlands. Berlin, 12/59, S. 9
6. ↑  (dazu dort Fußnote 54)
7. ↑  genderoutlaws: Lets Guillotine Bourgeoisie Tonight Qomrades. In: Tumblr. Abgerufen am 8. März 2024.
8. ↑  Porträt auf deutschefotothek.de
9. ↑  Perspektiven – Toni Ebel [hier Tafel 60]. Abgerufen am 8. Oktober 2022 (deutsch).
10. 1 2 3 4  Toni Ebel, 1881–1961. Malerin, eine Spurensuche. Abgerufen am 8. März 2024.
11. ↑  http://www.deutschefotothek.de/documents/obj/30126932/df_hauptkatalog_0212044_003
12. ↑  http://www.deutschefotothek.de/documents/obj/30125279/df_hauptkatalog_0211847_002_032
13. ↑  http://www.deutschefotothek.de/documents/obj/30125278/df_hauptkatalog_0211847_002_030
14. ↑  http://www.deutschefotothek.de/documents/obj/30126930/df_hauptkatalog_0212042_028
15. ↑  http://www.deutschefotothek.de/documents/obj/30126931/df_hauptkatalog_0212044_016
16. ↑  Home. Abgerufen am 30. Oktober 2023 (deutsch).
17. ↑  Wechselausstellung: Toni Ebel 1881–1961 Malerin – eine Spurensuche. In: Zentrum für verfolgte Künste. Abgerufen am 31. Oktober 2023.

| Personendaten    | Personendaten                           |
| ---------------- | --------------------------------------- |
| NAME             | Ebel, Toni                              |
| KURZBESCHREIBUNG | deutsche Malerin                        |
| GEBURTSDATUM     | 10. November 1881                       |
| GEBURTSORT       | Berlin, Deutsches Reich                 |
| STERBEDATUM      | 9. Juni 1961                            |
| STERBEORT        | Berlin, Deutsche Demokratische Republik |